# Les Bords du Sacramento
Les Bords du Sacramento (titre original The Banks of the Sacramento) est une nouvelle américaine de Jack London publiée aux États-Unis en 1904.

## Historique
La nouvelle est publiée initialement dans le périodique The Youth’s Companion (en) le 17 mars 1904, avant d'être reprise plus tard dans le recueil Courage hollandais en septembre 1922.

## Éditions

### Éditions en anglais
- The Banks of the Sacramento, dans le périodique The Youth’s Companion (en), 17 mars 1904.
- The Banks of the Sacramento, dans le recueil Dutch Courage and Other Stories, New York ,McClure, Phillips & Co., 1922

### Traductions en français
- Les Bords du Sacramento, traduction de Louis Postif, in Gringoire, 29 juin 1939.
- Les Bords du Sacramento, traduction de Louis Postif, in En rire ou en pleurer ?, recueil, 10/18, 1975.

## Sources
- (en) Jack London's Works by Date of Composition
- http://www.jack-london.fr/bibliographie